# Il sapore del sangue (romanzo)
Il sapore del sangue (Orion) è un romanzo di Deon Meyer del 2000.

## Struttura
Il romanzo è segmentato in 8 parti, ciascuna contenente dai 5 fino ai 19 capitoli. Le parti hanno come titolo delle date, ordinate a partire da giovedì 6 luglio, il Primo Giorno, fino ad arrivare a giovedì 13 luglio, la parte titolata Giorno decisivo. Motivo di una tale suddivisione è la stessa trama del romanzo, che vede il protagonista Zet van Heerden immergersi in una complicata indagine di omicidio col compito di recuperare un testamento andato perduto e, soprattutto, di farlo entro i termini una settimana, il tempo restante al processo definitivo in merito alla spartizione dei beni dell'ucciso.
Di pari passo col procedere della trama narrativa, si sviluppa inoltre un lungo flashback occupante svariati capitoli che, alternati ai capitoli ordinari, ripercorrono storia della vita del protagonista, che lo stesso - come si scoprirà alla fine - si prende cura di scrivere al computer per poi relazionare a un altro personaggio, Kara-An Rousseau, nei confronti della quale sarà di ciò debitore. A differenza della storia principale, i capitoli dell'analessi sono connotati da una narrazione in prima persona e dalla presenza di molte più sequenze riflessive, oltre alle ovvie inserzioni narrative.
Per quanto concerne le tematiche trattate, gli eventi rivissuti nel passato di van Heerden riguardano ogni aspetto intimo e pubblico della sua vita, dall'infanzia alla maturazione del metodo d'indagine nella carriera accademica e nella permanenza a Quantico, dalla descrizione della famiglia allo sconvolgente incidente riscontrato in servizio, dai casi affrontati durante la militanza nella polizia alla fugacità degli amori giovanili.

## Trama

### Primo giorno. Giovedì, 6 luglio
Durbanville, Città del Capo. Zet van Heerden è un ex ispettore della polizia, alcolista e dai modi sbrigativi e poco ortodossi, che, all'indomani di una rissa da bar, viene richiamato dalla cella in cui era stato rinchiuso per la notte dal suo avvocato Kemp, il quale gli affida un'indagine come investigatore privato per conto di un'altra giovane e brillante avvocatessa, Hope Beneke. Si tratta di un caso di dieci mesi prima, su cui la polizia aveva combinato ben poco: il 30 settembre dell'anno prima, moriva l'antiquario Johannes Jacobus Smit, legato con un filo di ferro a una sedia della cucina di casa propria, barbaramente torturato per mezzo di una fiamma ossidrica e quindi freddato con un proiettile sparato da un fucile d'assalto americano dritto alla nuca, in stile esecuzione, mentre la camera blindata della sua abitazione, dove custodiva quelle che dovevano essere ricche memorie del passato, veniva svaligiata e ripulita fino all'ultima banconota. Insieme al bottino, spariva anche il testamento che, sottoscritto alla polizia dallo stesso Smit, garantiva alla sua compagna di vita, Wilhelmina van As, una cospicua eredità, stimata attorno ai due milioni di rand. Esattamente una settimana dopo il loro incontro, si sarebbe svolta l'udienza decisiva in merito all'eredità, pertanto incarico di van Heerden sarà reperire il documento entro il breve e oppugnabile arco di sette giorni.
Il primo passo è quello di recarsi da Wilna van As per cogliere alcune informazioni su Jan Smit. La notte dell'omicidio la donna si trovava a Windhoek, in Namibia, per concludere degli affari. La van As conosceva Jan Smit da undici anni, e da dodici lavorava per lui nell'impresa di mobilia classica di sua proprietà, tenendo soprattutto la contabilità e occupandosi della gestione dell'ufficio. Il servilismo e la remissività della donna nei confronti di Smit, con il quale non si era sposata, erano tali da averla addirittura portata ad abortire il primo figlio. Per il resto, Smit viene descritto dalla convivente come un tipo riservato, schivo e, allo stesso tempo, diligente nel suo lavoro. La van As ammette di non essere mai stata a conoscenza di molti segreti del compagno, come ad esempio del materiale che conteneva nella cassaforte. Durante la sua permanenza in Namibia, la van As riferisce da ultimo di aver chiamato il marito per ragguagliarlo degli indirizzi a cui destinare i camion per i trasporti delle mobilie, di cui sempre avevano usufruito, indicando destinazioni e spedendo assegni per il pagamento.
Poco più tardi, a Bellville, presso la sezione Omicidi e Rapine della polizia, van Heerden chiede il parere di chi del caso si era già occupato l'anno passato, l'ispettore Tony "Torrone" O'Grady, che van Heerden non vedeva da quando aveva lasciato la polizia, ossia pressappoco cinque anni. O'Grady consente senza opporre resistenza all'ex poliziotto di consultare il rapporto della polizia sull'omicidio. Van Heerden viene inoltre a sapere da O'Grady alcuni dettagli ulteriori sull'indagine, in particolare che la Scientifica di Pretoria aveva rinvenuto nella cassaforte di Smit una striscia bianca, probabilmente il lembo di una fascetta usata per raccogliere il denaro in mazzette, che analisi più approfondite hanno rivelato si trattasse di dollari americani vecchi di un ventennio.

### Secondo giorno. Venerdì, 7 luglio
Van Heerden, annotate le informazioni ottenute sul taccuino, si reca alla Manie Meiring Trasporti, la compagnia che si occupava del convoglio dei mobili per conto dell'impresa di Smit. Il proprietario dell'azienda e la moglie, che ne è segretaria, raccontano che le spedizioni avvenivano sempre su pagamento in saldo mensile in via di assegno.
All'ufficio degli Affari Interni, van Heerden scopre che il codice del documento d'identità di Smit - che era accorpato ai documenti dell'indagine di O'Grady - è in realtà errato, e che corrisponde a quello di una certa signora Ziegler. Quando van Heerden fa capolino da Hope Beneke per informarla dell'avvenuto, l'avvocatessa sta pranzando in un ristorante insieme a una sua cliente, Kara-An Rousseau, gestrice del fondo di un'associazione di assistenza sociale. Van Heerden si irrita per la scarsa attenzione prestatagli da Hope, la quale ribatte con altrettanta stizza nei suoi confronti, ma Kara-An sembra tutt'altro che indignata per le maniere dell'investigatore, del quale rimane subito incantata. Poco dopo, a recarsi nello studio di Hope è la madre di Zet, Joan van Heerden, che all'oscuro del figlio, intende scusarsi con la donna del suo comportamento scontroso e impediente, lasciando intendere le pesanti sofferenze che sono gravate dalle sue spalle.
Recapitato l'ufficio dell'impresa di antiquariato e chiesto il documento d'identità di Jan Smit, Wilna van As porge a van Heerden uno scatolone, contenente un mucchio di certificati, tra contratti di proprietà delle case e registri contabili dell'azienda. Van Heerden decide di esaminarne alcuni, notando che l'impresa ha avuto un deciso picco di crescita nel dicembre 1983, dopo che era partita da un capitale iniziale di 15 000 rand e prima che venisse effettuato un passaggio di proprietà a cavallo tra il 1983 e il 1984. I registri, di pari passo col progresso tecnologico, si fanno più complessi di anno in anno, ma in nessuno di questi figura un attestato di effettuato acquisto delle case. Così van Heerden si impegna a verificare l'effettiva inesattezza del documento d'identità, Wilna van As a chiedere in banca i documenti dell'acquisto delle proprietà. Van Heerden si reca da Orlando Arendse, uno dei più emergenti boss della criminalità organizzata a Città del Capo. Questi afferma a colpo sicuro che il documento è un falso, probabilmente opera di Charles Nieuwoudt, un noto falsario al momento in carcere. Uscito in strada, riceve una telefonata di Wilna van As, che dice di non aver trovato nulla in banca che testimoniasse la concessione di un mutuo per l'acquisto delle case, ma di aver in compenso trovato i documenti dei passaggi di proprietà e le lettere degli avvocati, che subito si accinge, su esortazione di van Heerden, a spedire via fax all'ufficio di Hope Beneke.
Rincasato per la cena, Van Heerden è sorpreso dalla visita di Hope Beneke, venuta per consegnargli le lettere firmate dagli avvocati a ogni trasferimento di proprietà, che la van As le aveva opportunamente spedito, e che dovevano testimoniare a chiare lettere la presenza di mutui, prestiti, rate da pagare, laddove ce ne fossero. L'unica cosa che figurava erano i resoconti: 43'000 rand per la sede dell'impresa, 52'000 per la casa. Quindi, su richiesta di Hope, van Heerden le racconta quanto scoperto sul documento, facendo un riassunto di tutta la sua giornata, fino alle ultime illazioni. Hope si complimenta con Zet per il suo lavoro, dovendo comunque convenire con lo stesso van Heerden sul fatto che ancora non si sappia cosa fosse contenuto nella cassaforte.

### Terzo giorno. Sabato, 8 luglio
Riceve da Kara-An Rousseau un invito telefonico a una cena di gala che si sarebbe tenuta quella sera a casa sua con molti altri invitati, ma van Heerden declina l'offerta. Nel corso della mattinata, ottiene un incontro con il sovrintendente Leonard Viljoen della sezione Narcotici. Chiede informazioni sui traffici di stupefacenti nei primi anni ottanta, sospettando la cassaforte fosse stata usata da Smit per nascondere la droga accumulata in quel periodo, ma viene portato con l'aiuto di Viljoen a una deduzione ancora più plausibile: che la cassaforte fosse servita per ospitare diamanti. Giunge poco più tardi a Bothasig, quartiere del ceto medio di Città del Capo, per incontrare l'agente Mike de Villiers, esperto di armeria. Egli riferisce nel dettaglio ogni informazione sull'M16, il fucile adoperato per uccidere Smit, e arriva alla desunzione che, trattandosi di un'arma leggera ma pur sempre grossa e ingombrante, doveva essere alquanto scomoda da portare in un vicinato senza che fosse vista. Circa chi potesse essersene dotato, Mike ipotizza che potesse essere un mercenario, che contrattava con il mercato americano.
In un secondo momento van Heerden interroga i vicini, ma senza grandi risultati. Avvisa dunque Hope Beneke dell'intenzione di giungere a casa sua per fare mente locale sul caso. Hope gli dà l'indirizzo, e in breve Zet la raggiunge. Van Heerden, rassegnato, riconsegna fino all'ultima banconota l'anticipo versato da lei e da Kemp per l'indagine, sostenendo il caso irrimediabilmente chiuso per mancanza di prove. Hope chiarisce peraltro i meriti che spettano a van Heerden per il lavoro svolto. Ma tutt'a un tratto van Heerden ha come un'illuminazione: il caso ha origine non dieci mesi prima, al momento dell'omicidio, bensì nei lontani anni ottanta, allorché Jan Smit aveva dato una svolta alla sua vita. Si accorge dunque di aver interrogato fino ad allora le persone sbagliate, quelle che conoscevano l'uomo d'affari nel periodo attuale e non quello che Smit avrebbe potuto essere quindici anni prima. Ritornato di colpo da Hope, le espone l'idea di pubblicare sui giornali un annuncio che recasse una foto di Jan Smit, così che chi lo conosceva quindici anni prima poteva liberamente contattarli. Hope è soddisfatta della trovata di van Heerden, ma si rende conto che per rendere possibile una simile azione sarebbe stato necessario l'aiuto di Kara-An.
Così van Heerden insieme a Hope è costretto a farsi reinvitare alla sua cena. Ma questa si conclude in maniera del tutto inattesa: van Heerden, ripugnato dalla vanità degli ospiti e dei loro discorsi, finisce per azzuffarsi con un vecchio dottore che aveva criticato senza un minimo di fondamento le opere di Mozart.

### Quarto giorno. Domenica, 9 luglio
Hope e van Heerden, l'una decisa di redarguire l'altro per la movimentata serata precedente, vengono raggiunti da Kara-An, la quale non impiega molto per passare all'arma del ricatto: in cambio del favore dell'annuncio e di una sicura assoluzione in tribunale, cui aveva fatto riferimento l'adirato dottore, chiede a van Heerden di redigere la storia della sua vita - ecco dunque spiegati i capitoli inframmezzati degli eventi che hanno caratterizzato la sua esistenza -, svelando così il lato diabolico e disturbato della propria psiche. Oltre a ciò, Zet viene inoltre richiamato da Joan van Heerden, che lo invita a superare una volta per tutte il trauma della morte del collega Willem Nagel, che sembra fin dal principio determinare il carattere brusco e irruente di van Heerden. Quest'ultimo si lascia mitigare, pur rimanendo sempre sulle sue, dal consiglio della madre, e va a casa di Kara-An per riferirle che accetta la sua proposta.
Quindi l'articolo viene scritto, portato in redazione e pubblicato sulla testata del giorno dopo.

### Quinto giorno. Lunedì, 10 luglio
Le telefonate affluiscono continuamente, perlopiù da parte di pazzi, reietti della società e altri frustrati intenti ad accusare il marito, la moglie o la suocera. O'Grady esprime il proprio disappunto per la scellerata decisione di van Heerden di ricorrere ai media senza aver preventivamente informato la polizia sugli ultimi dettagli. Poco dopo si presentano nell'ufficio due uomini, un nero e un bianco, che asseriscono di essere stati inviati dai servizi segreti della Difesa del Sudafrica per ottenere in consegna l'indagine e difendere gli interessi dello Stato, che a quanto pare erano lambiti dalle conseguenze dell'inchiesta. Nello scambio di amare provocazioni tra i due ufficiali, Hope e van Heerden, quest'ultimo risponde a una chiamata, quella di una donna che sostiene di essere la madre dell'uomo nella foto, che si chiama Rupert e risulta morto nell'esercito in Angola nel 1976.
In seguito accorrono anche il comandante capo Bart de Wit, il comandante Mat Joubert e l'ispettore Tony O'Grady, che insieme a van Heerden riescono a mandare via i due emissari e, tuttavia, non trascurano di ricordare a van Heerden il grave danno di immagine che ha arrecato alla polizia. Allora van Heerden propone ai poliziotti di formare una società operativa allo scopo comune di evitare che l'indagine venga inglobata dai servizi segreti. Nessuno ne sarà a capo, l'unico interesse comune a entrambi sarà quello di perseguire l'inchiesta nel limite della legalità. Nel frattempo, arriva a Hope un'altra chiamata. Si tratta di un uomo dalla voce tremante che afferma in modo analogo che Smit in realtà si chiama Rupert de Jager, e che a ucciderlo è stato con tutta probabilità un certo Schlebusch, a tutti noto come "Bushy", con il suo M16. L'assassino è descritto dal chiamante come un pazzo omicida, che presto sarebbe lui stesso intervenuto per sabotare il lavoro dell'indagine.
Hope e van Heerden si riferiscono a vicenda le chiamate che hanno ricevuto, e van Heerden incarica l'avvocatessa di andare dalla madre di Rupert, Carolina de Jager, che si trova a Bloemfontein, nello Stato Libero dell’Orange. Nel complesso, il fatto che a essere coinvolti sono i servizi segreti della Difesa sta a significare, e i due se ne accorgono, che con l'indagine hanno toccato un nervo scoperto che potrebbe mettere a rischio la sicurezza nazionale. Nel tardo pomeriggio, entra nell'ufficio di Hope Luke Powell, consulente economico del Consolato americano, il quale, non senza i sospetti di van Heerden, si offre per dare un contributo, se necessario, a risolvere l'inchiesta. Sul tardi Kara-An si presenta alla porta di van Heerden con una bottiglia di champagne, e i due finiscono nel letto per il resto della notte.

### Sesto giorno. Martedì, 11 luglio
Van Heerden si desta la mattina presto come sempre, contemplando il corpo nudo di Kara-An al suo capezzale. Si dirige poi in ufficio per riordinare gli appunti e ricapitolare la situazione. Arriva ad un tratto Mat Joubert, che avverte van Heerden che i servizi segreti hanno intenzione di prendere in consegna l'inchiesta con le maniere forti, pronti se necessario a sciorinare un'ingiunzione del tribunale per potersi impossessare di tutta la documentazione relativa all'indagine. Van Heerden fa appena in tempo ad avvisare Hope dell'arrivo dei servizi segreti che lo stesso agente bianco del giorno prima compare nell'ufficio, e manda l'ex ispettore della polizia in custodia del maggiore Steve Mzimkhulu, incaricato di portarlo fino a casa. Ma nel viaggio Mzimkhulu rimane ucciso a seguito di un incidente con un camion bianco, che, dopo aver affiancato sul lato destro la macchina di van Heerden, la urta violentemente facendola cappottare. Tra i rottami, ancora stordito dalla forza dell'impatto, van Heerden viene minacciato con una pistola dall'uomo che presumibilmente stava alla guida del camion, e che Zet intuisce si trattasse di Schlebusch. Questi lo minaccia di chiudere immediatamente l'indagine, altrimenti avrebbe fatto del male a sua madre Joan. Van Heerden viene ricoverato alla clinica di Milnerton. Accanto a lui l'agente bianco si presenta come Bester Brits, colonnello dell'esercito sudafricano, e gli intima di rivelargli ogni singolo particolare dell'incidente e di quanto detto o fatto da Schlebusch.

### Settimo giorno. Mercoledì, 12 luglio
La stanza d'ospedale di van Heerden è stipata di uomini delle forze di polizia e dell'esercito, parti che si contendono aspramente il diritto di proseguire l'indagine. Soltanto la voce severa di Joan van Heerden permette agli uomini di riacquistare il senno e di ascoltare la teoria personale di Zet. A suo parere, Johannes Jacobus Smit/Rupert de Jager, "Bushy" Schlebusch e un altro - l'uomo che aveva chiamato Hope due giorni prima - avevano compiuto qualcosa di molto grave nel lontano 1976, ma di qualunque cosa si trattasse c'erano di mezzo anche gli americani. De Jager viene dotato di una nuova identità, rifornito di dollari e ucciso brutalmente da Schlebusch; ma chiarisce che quanto successo in quell'epoca, per non parlare delle conseguenze e dei coinvolgimenti ulteriori, è relativamente rilevante per lui e per Hope, e che l'unico elemento di pertinenza per l'indagine è il testamento e solo quello.
Salito in macchina, una volta dimesso dalla clinica, van Heerden si dirige a casa della madre con la stessa, dove sono aspettati da Hope Beneke e Carolina de Jager. Questa, interrogata da van Heerden, principia a parlare del figlio Rupert. Viene descritto come un giovane di mediocre cultura, entrato nell'Unità di ricognizione dell'esercito sudafricano che si occupava di mantenere attiva e sicura la linea di rifornimento in Angola. Era molto legato alla figura paterna, tanto che suo padre ne andava molto fiero e riceveva talvolta le lettere del figlio, insieme anche ad alcune fotografie. Visionando le lettere, van Heerden ha modo di annotare i nomi delle otto reclute che facevano parte del comando di ricognizione, ossia: sergente "Bushy" Schlebusch, Rodney “Red” Verster, Gerry de Beer, Clinton Manley, Michael “Macchia” Venter, Koos Janse van Rensburg, James/Jamie “Porra” Vergottini e Rupert de Jager. Rimane poi particolarmente colpito da una foto di Schlebusch, che decide di tenere con l'intenzione di pubblicarla sui giornali e ripetere il meccanismo messo in atto con de Jager. Ma questa volta preferisce più sensatamente spartire le informazioni con O'Grady, che gli suggerisce l'indirizzo di un formidabile fotoritoccatore, Russell Marshall, che possa rendere il soggetto della foto più "invecchiato" e di conseguenza attualizzarlo per facilitarne il riconoscimento. Viene dunque pubblicata la testata per il giorno successivo, e con lo stesso criterio dell'articolo precedente su Smit.
Fa in un secondo momento conoscenza di due scagnozzi di Orlando, Tiny Mpayipheli e Billy September, mandati a sorvegliare la casa di Joan van Heerden. Si tratta degli uomini migliori del boss criminale, entrambi dotati di specifiche e letali abilità. Per la notte, Hope dormirà da van Heerden, mentre a casa di sua madre ci saranno le due guardie, Wilna van As e Carolina de Jager.

### Giorno decisivo. Giovedì, 13 luglio
Zatopek si sveglia di soprassalto in una notte insonne, e decide di andare a casa di sua madre. Nel giardino, si siede accanto a Tiny Mpayipheli intento a far veglia notturna, e questi inizia a raccontargli la propria storia, partendo dalla lotta nell'African National Congress fino all'arruolamento nell'esercito sudafricano e all'addestramento a Saraktash, paese sperduto nel sud della Russia, dove la sua unità era stata tra l'altro ingaggiata per allenare una forte squadra sovietica di rugby, attività in cui Mpayipheli si era distinto tanto per la prestanza fisica quanto per la tenacia che vantava dopo un precedente scontro con un grosso uzbeko che, conclusosi con la morte di quest'ultimo, era stato la causa della sua incarcerazione.
La mattina van Heerden si reca con Hope all'ufficio, dove riceve una chiamata per le informazioni su Schlebusch. Il chiamante, un sedicente vicino del ricercato, riferisce a van Heerden dove si trova l'abitazione di Schlebusch, una piccola tenuta agricola a Hout Bay, nei pressi di una fattoria-zoo per bambini. Giunto furtivamente sul posto, van Heerden riconosce subito il camion bianco di "Bushy", e chiama a casa chiedendo che Tiny Mpayipheli venga svegliato e mandato da lui come rinforzo. Ma ad un passo dall'incursione nella casa dell'assassino, intervengono i militari comandati da Brits, che, aggiornati su tutto grazie a un microchip installato nel telefono dell'ufficio, perquisiscono van Heerden e irrompono nell'edificio, trovando Schleusch morto e legato sul tappeto. Ma si tratta di una trappola: mentre infatti van Heerden si era precipitato alla residenza di Schlebusch, i sicari di quest'ultimo hanno preso di mira la casa di sua madre. Sono in quattro, armati e puntano verso gli aditi dell'abitazione. Billy September invita le donne a cercare un nascondiglio, meno Carolina de Jager, che imbraccia un grosso fucile Remington pronta a difendersi. Nel subbuglio generale, Billy September riesce a uccidere un killer gambizzandolo, ma rimane gravemente ferito al collo da un proiettile; la de Jager ne uccide altri due con il fucile, mentre Joan van Heerden stordisce il terzo rimanente con un forte colpo di badile alla testa.
Quando van Heerden e Tiny Mpayipheli raggiungono in macchina l'abitazione, l'elicottero dell'esercito è già andato via, e van Heerden stempera la propria ansia vedendo fortunatamente la madre indenne. Poco dopo arriva la polizia, e con essa i media, con cui devono vedersela Brits e gli altri ufficiali. Dopodiché gli uomini della polizia insieme a van Heerden interrogano Bester Brits sulla base di quanto raccolto nell'indagine: si hanno, nel 1976, otto uomini, ricognitori, che hanno compiuto qualcosa di molto grosso in cui rientravano gli americani e che tuttavia si era concluso con la misteriosa notizia della scomparsa di Rupert de Jager, quando invece era stato dotato di un documento d'identità falso e di un grande quantitativo di dollari. Brits appare titubante di fronte alle incalzanti dei poliziotti, che si mostrano sempre più propensi a riappropriarsi del controllo dell'indagine. Ma questo, come in un secondo momento asserito da Mat Joubert, comporta una conseguente estromissione di van Heerden, per riassegnare il caso a "Torrone" O'Grady, il quale viene redarguito pesantemente da Joubert e Bart de Wit in relazione ai meriti dell'indagine e si vede costretto a rimboccarsi le maniche ancora una volta. Viene prima di tutto a sapere che Brits ha preso in custodia dall'ospedale l'uomo ferito da una badilata alla testa da parte di Joan van Heerden, e che aveva iniziato a percuotere e interrogare con irruenza per ottenere informazioni sul caso. «Oh-ri-unSh...» sono le uniche sillabe che riesce a sentire dal sicario, ancora stordito dalla botta in testa, il che conduce Brits a rintracciare la ditta "Orion Soluzioni", di cui riesce a farsi dare l'indirizzo grazie alle ricerche del sergente Pienaar: Gardens, 78 Solan Street.
Intanto, prima che i soldati prendessero il controllo completo dell'abitazione della madre, van Heerden riesce a sottrarre il portafoglio a uno dei cadaveri, un certo W.A. Potgieter, e a scovare così il posto in cui abitava transitoriamente, il quartiere di Observatory. Si precipita con Mpayipheli all'edificio: l'accoglienza non è amichevole, raffiche di proiettili vengono sparate contro i due da un uomo attraverso la porta. Ma esso viene comunque neutralizzato con un solo colpo da Tiny Mpayipheli, la sua casa perlustrata. Van Heerden trova un biglietto con scritto un orario dei turni con otto nomi, quindi scende in ascensore con Mpayipheli fino al parcheggio sotterraneo, sfuggendo di un soffio alla polizia giunta per la sparatoria. Otto persone: una era Schlebusch, quattro si erano infiltrate in casa di Joan van Heerden; significa che ancora tre sono i sicari che van Heerden deve affrontare. In ascensore nota un avviso di locazione per lo stabile dell'uomo, in cui si chiede di contattare un'agenzia per avere ulteriori informazioni. Van Heerden e Mpayipheli si recano all'Agenzia Immobiliare Sud, dove vengono a conoscenza dell'indirizzo del proprietario dell'edificio: la "Orion Soluzioni", 78 Solan Street a Gardens.
Analogamente, all'intreccio partecipano anche Hope e O'Grady. La prima riceve la chiamata dello stesso uomo che in antecedenza aveva fatto menzione di Schlebusch per l'omicidio di Jan Smit/Rupert de Jager, il quale, a un telefono pubblico al Coffee King dell'Hotel Protea, le chiede di trovarsi al Caffè Paradiso in Kloof Street. Hope raggiunge l'uomo, che dice di chiamarsi Peter Miller, accompagnata da O'Grady. Miller si appresta a rivelare importanti informazioni, mentre O'Grady si alza dal tavolo dirigendosi verso il buffet. Ma in questo modo viene colpito a morte da un proiettile sparato da fuori il caffè, salvando inconsapevolmente la vita di Vergottini, che era sulla traiettoria del colpo a lui destinato. Miller fugge quindi sotto la pioggia, inseguito da Hope, la quale viene a sapere il nome e l'indirizzo di chi tanto brama di ammazzarli: "Orion Soluzioni", in Solan Street, nel quartiere di Gardens.
Hope telefona dunque a van Heerden, che già si stava dirigendo con Mpayipheli verso Solan Street. I due arrivano finalmente alla "Orion Soluzioni", entrando dalla porta principale sotto l'occhio delle telecamere. All'interno notano una figura dietro a un tavolo, quella del restante Michael "Macchia" Venter, che dice di essersi rinominato Basson. Venter, credendo che van Heerden si sarebbe recato solo alla sede della ditta, deve trovare come alternativa quella di mandare van Heerden oltre un tramezzo, mentre lui si sarebbe occupato del kaffir - così da lui chiamato Mpayipheli in tono discriminatorio - venuto con lui. Così, mentre il grosso xhosa e il basso e tarchiato afrikaner si studiano a vicenda, van Heerden apre la porta del tramezzo, e vede due uomini, Sarge e Simon, puntare due fucili rispettivamente in bocca a Hope e Brits, presi in ostaggio insieme a Miller/Vergottini per negoziare. L'offerta proposta da Venter è la Beneke e il testamento a van Heerden in cambio di Brits, Vergottini e i dollari che gli spettano. Mentre la suspense sale, al di là della porta si sentono i due uomini combattere violentemente, van Heerden assiste allo sparo di Simon ai danni di Bester Brits, propone a Sarge di sostituirsi a Hope, ma invano. Tutt'a un tratto una Mercedes irrompe sfondando il muro dell'edificio, e van Heerden, notoriamente inadatto a maneggiare le armi, riesce a stento a uccidere insieme a Hope i due sicari rimasti, servendosi della sua Z88 e venendo trapassato da due proiettili nel petto.

### Conclusione
La conclusione, a epilogo, è proiettata sei giorni dopo la sparatoria alla "Orion Soluzioni", incorporata comunque nella parte Giorno decisivo. Van Heerden si trova in ospedale, in condizioni stabili ma costantemente sotto controllo. In primo luogo, abbraccia la madre, Joan, che lo ha aiutato psicologicamente nell'adempimento dell'indagine. Vede quindi Wilna van As, che lo ringrazia del contributo. Il giorno dopo si fa vivo Tiny Mpayipheli, con l'orecchio avvolto nelle bende e le costole frantumate, che gli racconta i raccapriccianti particolari della lotta contro Venter, anch'egli finito male dopo lo scontro.
Nel tardo pomeriggio legge una lettera contenuta in una busta marrone, in cui è contenuta la trascrizione degli interrogatori tenuti da Mat Joubert e Leon Petersen a "Macchia" Venter e a James "Porra" Vergottini. Mentre dal primo ottengono perlopiù insulti e silenzi, dal secondo le informazioni sono precise e nel dettaglio. Ciò che è accaduto nel 1976 è il risultato di un duplice incidente, perpetratosi durante la permanenza in servizio degli otto soldati dell'Unità di ricognizione. Mentre stanno tornando da una consegna in Angola, a sole due settimane dalla licenza di quattordici giorni dal servizio, le reclute incappano in strane figure che brancolavano nel buio. Avendoli confusi con degli swapos, Schlebusch, il sergente del gruppo, fa fuoco coperto da tutti gli altri, uccidendo uno dopo l'altro dei paracadutisti disarmati. Nel parossismo che n'è seguito, gli uomini decidono di seppellirli e di far passare il terribile accaduto sotto silenzio. Poco dopo sono richiesti da Bester Brits per una missione top-secret, denominata operazione "Orion". I soldati partono a bordo di un Dak DC-10, raggiungendo due fuoristrada con accanto due americani, che chiedono come scambio una cassa per tanti barattoli di cibo in scatola: un'apparenza che disillude da ogni stentata affermazione. Ma di colpo, forse in fondo traumatizzati dall'incidente con i paracadutisti, Venter e Schlebusch prendono il controllo della situazione, uccidendo gli americani e quindi anche Brits, che in seguito se la sarebbe cavata nonostante il colpo avesse attraversato la gola e perforato la nuca. In ogni modo, i due, specialmente Venter, che sembrava come aver sostituito Schlebusch divenendo il nuovo capo della brigata, "giustiziano" quanti decidono di non stare con loro, e dunque Gerry de Beer, Clinton Manley, Rodney "Red" Verster e Koos van Rensburg, "costringendo" Rupert de Jager e lo stesso Vergottini a passare dalla loro parte e ad aiutarli nella riuscita del loro piano. Nelle scatolette di cibo si trovano profluvi di dollari americani, di cui subito si impossessano, e lo stesso fanno dei diamanti contenuti nella cassa consegnata da Brits. A conti fatti, ritornano a piedi sino in Sudafrica, percorrendo tutta la Botswana e attraversando il confine in un punto ignoto. Quindi le loro strade si dividono, mantenendosi tuttavia in contatto tramite Venter e Schlebusch, ma comunque tutti costretti a vivere con il peso di ciò che hanno commesso sulla coscienza fino ai giorni presenti. L'assassinio di Smit/de Jager dopo quindici anni è dimostrabile dal fatto che Venter fosse a caccia di altro denaro, avendo quasi concluso la propria razione e già sottratto i pochi contanti di cui ancora disponeva Vergottini (i dollari restanti li aveva seppelliti sotto il terreno di una piccola proprietà da lui acquistata, ma erano andati marciti), e sarebbe pertanto andato da Smit per impadronirsi anche del suo bottino, uccidendolo per la sua ovvia contrarietà.
La sera, van Heerden consegna all'arrivata Hope il testamento finalmente recuperato. Viene dimesso dall'ospedale il mattino seguente.
Dopo un certo periodo, van Heerden si reca nella redazione di Kara-An Rousseau, mostrandole la cartella con illustrata la storia della sua vita, da poco conclusa. Ma il suo scopo è quello di farlo leggere a Hope, con la quale Zatopek ha tutta l'intenzione di intraprendere una relazione che sia seria.

## Personaggi
- Zatopek van Heerden: ex ispettore di polizia nella Sezione Omicidi e Rapine di Durbanville. È il protagonista del romanzo, incaricato di risolvere il caso dell'omicidio di Jan Smit e di ritrovare il testamento andato perduto. È descritto come un personaggio violento e alcolista, dalle maniere poco formali e dai metodi improntati a una ferrea teoria scolastica. Ha una cultura alquanto vasta, ama ascoltare musica lirica dallo stereo di casa sua ed è un perito cuoco domestico, abilità che ha affinato durante il servizio nella polizia come uno dei tanti passatempi usati per colmare la sua routine. È nato il 27 gennaio 1960, figlio di Emile van Heerden e Joan Kilian, rispettivamente un minatore e una pittrice. Cresce a Stilfontein, cittadina di minatori sita nel Transvaal Occidentale, vivendo per lo più con la madre Joan, dato che il padre rimane ucciso a causa di una frana provocata da una scossa di assestamento nella miniera in cui lavorava. Col tempo van Heerden si appassiona alla musica di Mozart, ai romanzi di Louis L'Amour e all'irresistibile fascino del sesso femminile. In gioventù ha modo di conoscere tre donne che gli avrebbero cambiato la vita, quali Marna Espag, la sua prima ragazza, Baby Marnewick, sua vicina di casa, e Betta Wandrag, poetessa di successo e amica di sua madre. Si scopre allora che Baby Marnewick è stata barbaramente uccisa, il corpo straziato da numerose mutilazioni. L'evento colpisce van Heerden nel profondo, poiché ricordava l'abitudine della donna di spogliarsi e masturbarsi nel giardino di casa sua, che più volte aveva guardato di nascosto attraverso la staccionata del proprio. Per questo motivo, spinto forse dal senso di colpa, si sobbarca un'indagine personale, che porterà a termine dopo molti anni di supposizioni e tentativi falliti catturando un serial killer con l'accusa probatoria di averla uccisa. Intanto Zet viene assegnato ai comandi di polizia in lungo e in largo nel Transvaal, finché su consiglio del sergente Thomas "Fire" van Vuuren, non decide di iscriversi all'università, laureandosi a pieni voti nel dipartimento di Scienze della Polizia, e continuando a lavorare come assistente universitario specializzato in psicologia. Conosce durante la sua esperienza lavorativa un'altra docente, Wendy Brice, con la quale intraprende una seria relazione e dalla quale tuttavia decide di separarsi per cimentarsi più direttamente sul campo che sulla teoria, come aveva fatto fino ad allora. Si trasferisce alla Sezione Omicidi e Rapine di Durbanville, dove viene appioppato a Willem Nagel, poliziotto dalla personalità singolare ed eccentrica, per non dire ingombrante, ma noto per le sue infallibili strategie investigative. Nagel e van Heerden, accomunati da un forte legame, perturbato soltanto da una sottile traccia di bonaria ironia, risolvono un caso dietro l'altro, diventando presto famosi in tutto il distretto. Ma la situazione si inasprisce durante la caccia di un folle omicida del Capo, denominato dai media come il "Giustiziere del nastro rosso", per ovvie motivazioni. Il rapporto tra i due colleghi si fa sempre più duro, Nagel diviene per van Heerden una persona intrattabile. Nello stesso periodo, la vita di Zet si biforca: da un lato il lavoro, un intrico di omicidi insolvibili e di insopportabili acredini con Nagel, dall'altro la conoscenza di Nonnie Nagel, la moglie del suo collega, della quale si innamora follemente e con la quale arriva persino a complottare contro Nagel. Ma quando i due agenti riescono a beccare l'assassino, tale Charles Hamlyn, questi ferisce a morte Nagel in una sparatoria, mentre van Heerden riesce a sua volta a uccidere l'assassino, pieno di disperazione. Dopo l'incidente, si fa carico della colpa della sua morte, poiché di fronte all'assassino che puntava l'arma contro Nagel ha esitato prima di fare fuoco, quando già il collega stava a terra con la testa spappolata. Questi tormenti intestini lo hanno indotto ad abbandonare la polizia, da cui è fuori da ormai cinque anni. Ciononostante, van Heerden è sovente smosso da attacchi di panico e atteggiamenti di intemperanza estensivamente nelle relazioni personali e intrinsecamente verso se stesso e verso la propria, misera condizione. Dedicarsi a un caso nelle vesti di investigatore privato, secondo quanto dedotto dalla madre, rappresenta per Zet van Heerden una salvifica distrazione dai fantasmi del suo passato.
- Hope Beneke: è committente e aiutante di van Heerden nella risoluzione del caso dell'omicidio di Jan Smit. È una giovane avvocatessa dalle doti e dalla carriera promettenti, abile nella rettorica e dagli insormontabili ideali di femminismo. È magra e mediamente alta, dall'aspetto fisico per nulla da disdegnare, ma che non dà tanto a ostentare, sotto gli indumenti di avvocato. Il suo volto è descritto come armonioso e invitante, e peculiarmente caratterizzato da guance a falce di luna, che diventano rosse ed evidenti ogni qual volta le scatta un guizzo di incontenibile rabbia o tristezza. Poco viene detto del suo passato. L'unica cosa è il fidanzamento con Richard, che ha lasciato dopo aver sperimentato una relazione troppo restrittiva. La sua è un'indole autorevole e degna del vessillo della sua professione, che la spinge in un primo momento a vere e proprie escandescenze nei confronti di van Heerden, in secondo luogo a un temperamento del proprio contegno, grazie alla mediazione di Joan van Heerden, che cerca di farle capire la gravità e il trauma dei trascorsi di suo figlio. Divide lo studio con una collega, Marian Olivier, ed è presieduta da una segretaria di nome Maria.
- Joan van Heerden: madre di Zatopek van Heerden, pittrice, donna colta e comprensiva. Si è trasferita da alcuni anni a Durbanville vicino al figlio, dove ha acquistato una casa che ha demolito e ricostruito in prima persona secondo i propri gusti, dotandola tra l'altro anche di una stalla per i cavalli. È una donna di forte stato d'animo, che si scompone in pochi casi, ma tuttavia dotata di una finissima sensibilità, specialmente verso il figlio.
- Tiny Mpayipheli: grosso e alto xhosa, nato "Tobela Mpayipheli", scagnozzo di Orlando Arendse, il migliore nell'uso di armi da fuoco, dotato infatti di una mira infallibile. Viene affidato insieme a Billy September alla casa di Joan van Heerden per difenderla dalla minaccia di Schlebusch, il supposto assassino di Smit/de Jager. Durante una notte insonne, Tiny racconta a Zet van Heerden la propria storia, dalla militanza nell'African National Congress per la lotta per i diritti ai neri in Sudafrica all'arruolamento nell'esercito e al periodo di addestramento in URSS, dove si è distinto per le sue qualità nel gioco del rugby (lo stesso nome "Tiny", come afferma all'inizio del colloquio, gli è stato dato da Tiny Naude, attaccante degli Spingboks). È protagonista del romanzo di Deon Meyer Codice: cacciatore.
- Carolina de Jager: madre di Rupert de Jager, alias Johannes Jacobus Smit, sulle cui indagini si concentra il caso del suo omicidio. Vive a Bloemfontein, vedova del marito morto di cancro nel 1981, saputa nel '76 la notizia di morte di Rupert. È in grado di impugnare senza difficoltà fucili di grosso calibro, un'abilità che si rivela provvidenziale durante l'assedio alla casa di Joan van Heerden.
- Tony O'Grady: ispettore di origini irlandesi della Sezione Omicidi e Rapine di Durbanville, Città del Capo, ex collega di van Heerden. È stato lui ad essersi occupato del caso di omicidio di Jan Smit quasi un anno prima, senza però riuscire a portarlo a termine, avendo erroneamente sospettato della compagna di Smit, Wilna van As. Viene presentato come un uomo tozzo e grasso, dall'aspetto tuttavia amichevole, dagli occhi piccoli e dalla ghiottoneria per il torrone, che gli è valso l'omonimo soprannome. Causa del suo appetito sarà anche la sua morte e, parallelamente, nella stessa occasione, l'involontario salvataggio della vita di James Vergottini da una pallottola sparata in un ristorante.
- Mat Joubert: capitano di polizia, prossimo allo sposarsi. È di grossa corporatura, dalla voce morbida e al tempo stesso sicura. Ha grande fiducia nelle capacità di van Heerden e, per estensione, nella sua stessa persona. È protagonista del thriller La lista del killer, scritto dallo stesso Deon Meyer.
- Wilna van As: compagna e vedova del defunto Jan Smit/Rupert de Jager, con il quale ha convissuto per undici anni e lavorato per dodici. È esperta di contabilità e ragioneria, attività di cui si è maggiormente occupata nell'impresa di mobilia classica del marito. È descritta come una donna di mezz'età impacciata e rotondetta, dalle maniere comunque nobili e gentili.
- Bester Brits: colonnello dell'esercito sudafricano, ha operato con l'Unità di ricognizione di de Jager nel 1976, ed è stato principale organizzatore dell'operazione "Orion". È scampato miracolosamente alla morte per una pallottola sparatagli in bocca fuoriuscitagli dalla nuca senza lambire il cervello, e per ben più di vent'anni si è dato ad approfondite indagini e a logoranti tormenti per riuscire a ritrovare i responsabili del fallimento. È inviato dai servizi segreti della Difesa del Sudafrica insieme a un altro emissario di colore per ottenere la consegna dell'indagine di van Heerden, una volta che i contenuti che andavano per essere svelati l'avrebbero riportato sulla giusta pista dell'inchiesta. Spina nel fianco di van Heerden, catturato dagli uomini di Venter/Basson, riesce nuovamente a sopravvivere nello stesso modo del '76, quando Simon, un uomo di "Macchia" Venter, gli spara con l'M16.
- John Arthur "Bushy" Schlebusch/Jonathan Archer: accusato dell'omicidio di Jan Smit/Rupert de Jager. Era sergente dell'Unità di ricognizione in Angola. Fa la sua comparsa come personaggio della storia provocando un incidente all'auto di van Heerden a bordo del suo camion bianco, minacciandolo subito dopo di far del male a sua madre se non avesse chiuso immediatamente l'indagine. È visto da van Heerden come un uomo violento e sanguinario, dai lunghi e folti capelli biondi e dall'atteggiamento tracotante e derisorio, come traspare dalla fotografia rinvenuta tra le altre foto e lettere conservate da Carolina de Jager. Viene ucciso all'alba del giorno decisivo da "Macchia" Venter/Basson e dai suoi uomini nella propria abitazione, dopo che la sua foto era stata pubblicata sui giornali
- Michael "Macchia" Venter/Gerhardus Basson: si è evidenziato nel 1976 per aver fatto le veci dello sconvolto Schlebusch tra le altre reclute dell'Unità di ricognizione in Angola, uccidendo la maggior parte dei paracadutisti nel traumatico "incidente", gli americani durante il teso scambio dei diamanti nel mezzo della prateria africana, e anche i ricognitori che si erano rifiutati di stare dalla sua parte dopo la sventura dell'operazione "Orion". È dotato di un fisico basso, tozzo, massiccio e incredibilmente muscoloso, un'indole imponente e malvagia, portata naturalmente all'uccidere.
- James/Jamie "Porra" Vergottini/Peter Miller: uno dei ricognitori dell'esercito sudafricano, partecipe dell'operazione top-secret intitolata "Orion" e testimone all'uccisione delle altre reclute e delle persone coinvolte nella missione per mano di "Macchia" Venter e "Bushy" Schlebusch. È lui a telefonare per due volte lo studio di Hope intento a rivelare informazioni utili sul passato di Schlebusch e di Smit/de Jager per l'indagine, ma sempre restio a venire incontro fisicamente alla polizia e a presentarsi nei luoghi pubblici. Il suo aiuto si rivela prezioso nella parte epilogale del romanzo, quando, interrogato da Mat Joubert e Leon Petersen, racconta fin dal principio quanto accaduto nel 1976.
- Billy September: uomo di Orlando che insieme a Tiny Mpayipheli è richiesto a casa di Joan van Heerden per proteggerla dagli uomini di Schlebusch e Venter che intendono farle del male. È basso e magro, tanto più se ravvisato alla mole di Mpayipheli, ma è cintura nera di karate e sa fare un gran male (testimone fisico e diretto di ciò è stato van Heerden).
- Orlando Arendse: rinomato boss del crimine organizzato di Città del Capo, dotato di una miriade di scagnozzi e di un'intessuta e radicata organizzazione. Ultimamente si è specializzato in opere più formali che sporche, ma rimane pur sempre un uomo da cui è necessario guardarsi le spalle. È conoscente di van Heerden dai tempi in cui lavorava nella polizia, e non esita - in cambio, com'è ovvio, di un'opportuna ricompensa - a offrire il proprio aiuto per l'inveterato compare.
- Bart de Wit: comandante capo della Sezione Omicidi e Rapine.
- Walter Redelinghuys: generale di brigata dell'esercito sudafricano, superiore di Bester Brits.
- Leon Petersen: capitano di polizia e collega di Mat Joubert.
- Leonard Viljoen: capo della Sezione Narcotici della polizia, ex pugile soprannominato "Gradino" per una delle sue massime sulla "scalata" della vita.
- Mike de Villiers: esperto agente di polizia specializzato in armeria.